# NGC 4443
NGC 4443 este o galaxie lenticulară situată în constelația Fecioara. A fost descoperită în 12 aprilie 1784 de către William Herschel. Se află la o distanță de 19,77 megaparseci de Pământ.